# Ostroverhivka, Hadeaci
Ostroverhivka (în ucraineană Островерхівка) este un sat în comuna Bilencenkivka din raionul Hadeaci, regiunea Poltava, Ucraina.

## Demografie
Componența lingvistică a localității Ostroverhivka
     Ucraineană (98,78%)
     Alte limbi (1,22%)
Conform recensământului din 2001, majoritatea populației localității Ostroverhivka era vorbitoare de ucraineană (98,78%), existând în minoritate și vorbitori de alte limbi.